# 王少奇
王少奇（1912年—1944年10月16日），原名王毓琨，字季儒，号季如，化名王少奇、王瑛、黄忠、李广等，河北省香河县人，中共党员，抗日烈士，曾任八路军冀热辽军区卫生部部长，毕业于国立北平大学医学院。

## 生平
1912年，生于香河县县城北街。1927年，考入通县师范学校学习。1933年，考入国立北平大学医学院。1935年，参加一二九运动，是北平西城区学生示威游行队伍领导人之一。1936年3月，加入中国共产党。
1938年4月，任蓟县抗日救国总会宣传部部长。1938年7月中旬，冀东大暴动期间配合八路军第四纵队于7月31日攻克蓟县县城。同年10月，任宣涿怀联合县救国会主任、县委宣传部部长。1939年9月，任蓟遵兴游击支队政委及盘山八路军办事处主任。
1940年，先后任蓟（县）平（谷）密（云）联合县县长、蓟（县）宝（坻）三（河）联合县县长。1941年初春，当选举晋察冀边区参议员。1943年，担任冀东军分区卫生部部长兼政委。1944年9月，任冀热辽军区卫生部部长。1944年10月16日，在丰润县张庄子村参加中共冀热边特委扩大会议议，后转移到李庄子村。会议期间被日军包围，在杨家铺村突围失败后，自杀殉国。
1945年9月26日，王少奇的遗体运回香河县，香河县举行追悼大会和安葬仪式。1958年，被安葬在蓟县盘山烈士陵园，同时唐山冀东革命烈士陵园也有其墓地。